# عدم الإحساس الخلقي بالألم
عدم الإحساس الخلقي بالألم أو اللاشعور بالألم الخلقي (اختصارًا CIP) هو عدم قدرة المصاب به على الإحساس بالألم، ويعتبر حالة طبية نادرة جداً. وهو يختلف عن اعتلال الأعصاب الحسي الذاتي الوراثي الذي تكون أسبابه وأعراضه أكثر وضوحاً. ولأن الشعور بالألم ضروري للنجاة فإن عدم الإحساس الخلقي بالألم هو حالة خطيرة جداً. من الشائع وفاة المصابين بسن الطفولة؛ بسبب الإصابات والأمراض غير المُلاحَظَة. تعتبر الحروق من أكثر الأذيات التي تصيب هؤلاء الأشخاص.

## الأعراض
بالنسبة للمصابين بعدم الإحساس الخلقي بالألم فإن المعرفة والإحساس طبيعيان، على سبيل المثال؛ يستطيع المريض الشعور باللمسات التمييزية (وليس دائماً الشعور بالحرارة)، ولا توجد أي تشوهات جسدية مذكورة. لأن الأطفال والبالغين المصابين بهذا الاضطراب لا يشعرون بالألم، فقد لا يستجيبون للمشكلات؛ وبالتالي يكونون أكثر عرضة للإصابة بأمراض أكثر شدة. غالباً ما يعاني الأطفال المصابون بهذه الحالة من ضرر في كل من داخل وحول التجويف الفموي (مثل عض طرف اللسان)، أو كسور عظمية. كذلك يمكن حدوث عدوى غير ملحوظة وضرر بقرنية العين ناجم عن الأجسام الغريبة.

## أنواع عدم الإحساس الخلقي بالألم
لوحظ وجود نوعين من عدم الإحساس بالألم:
- عدم الحساسية للألم: يعني أن المستقبل الحسي للألم لا يُدرِك أي لا يستطيع المريض وصف شدة أو نوع الألم.
- اللامبالاة بالألم: تعني أن المريض يمكنه أن يدرك المنبه، لكنه يفتقر إلى الاستجابة المناسبة؛ فهو لا يتراجع أو ينسحب عند التعرض للألم.

## الأسباب
قد يكون سبب هذه الحالة زيادة إفراز هرمون الإندورفين في الدماغ، وفي هذه الحالة من الممكن استخدام النالوكسون علاجًا؛ لأنه يقوم بتثبيط تأثير الإندورفين، ومع ذلك فإن هذا العلاج لا يعمل في جميع الحالات. قد يكون الاضطراب في قنوات الصوديوم الحساسة للفولتاج (Nav1.7). المصابون بتلك الطفرة لا يشعرون بالألم. هناك ثلاث طفرات في SCN9A :W897X، تقع في حلقة P من المجال 2؛ I767X، الموجودة في الجزء S2 من المجال 2؛ و S459X، الموجودة في منطقة الرابط بين المجالين 1 و 2. ينتج عن ذلك بروتين غير وظيفي مقطوع. يتم التعبير عن قنوات Nav1.7 بمستويات عالية في المستقبلات الحسِّية الموجودة في عقد الجذر الظهراني. بما أن هذه القنوات من المحتمل أن تشارك في تكوين ونشر كمون العمل في مثل هذه الخلايا العصبية، فمن المتوقع أن تؤدي طفرة فقدان وظيفة SCN9A إلى إلغاء انتشار الألم. عادة ما يتم تفعيل جين PRDM12 أثناء تطور الخلايا العصبية الحساسة للألم، لذا الأشخاص ذوي طفرات متماثلة الزيجوت في جين PRDM12 يعانون من عدم الإحساس الخلقي بالألم (CIP). يعاني مرضى عدم الإحساس الخلقي بالألم من عدم الشعور بالآلام مدى الحياة وفقدان الشعور بالجروح والحروق، ولا يعانون من آلام المخاض، أو ألم تنكس مفصل الورك الذي تطلب من بعضهم الخضوع لجراحة استبدال مفصل الورك، ولم يتطلبوا مسكنات لآلام ما بعد الجراحة. علاوة على ذلك، أظهر المصابون شفاءً سريعاً للجروح والندبات، ولم يستطعوا الشعور بالطعم الحار للفلفل، كذلك لم يعاني البعض من الاكتئاب، الخوف، القلق، ويفتقرون إلى الخوف الطبيعي تجاه السلوك الشاذ والعدواني. ومع ذلك، عانى البعض أيضاً من ضعف طفيف في الذاكرة (كان عرضة لفقدان انسياب الأفكار أثناء التحدث، واختبروا بعض النسيان)، ولم يتمكنوا من تجريب الانفعال (اندفاع الأدرينالين). الإعاقات التطورية مثل التوحد وسلسلة الاضطرابات المرتبطة به مثل الاضطرابات النمائية الشاملة، ومتلازمة أسبرجر قد تتضمن درجات متفاوتة من عدم الحساسية للألم كعلامة. ومع ذلك، نظراً لأن هذه الاضطرابات تتميز بخلل في الجهاز الحسي بشكل عام، فإن التوحد لا يعتبر بحد ذاته مؤشراً على عدم الإحساس الخلقي بالألم.

## العلاج
ساعد إعطاء النالوكسون (مضاد للأفيون) بجعل امرأة تشعر بالألم لأول مرة. وقد لوحظت تأثيرات مشابهة في الفئران (التي عُطلت Nav1.7 لديها) عند علاجها بالنالوكسون. لذا، قد تكون مضادات الأفيون مثل النالوكسون والنالتريكسون فعالة في علاج الحالة.

## الوبائيات
تم تسجيل 40 حالة تقريبا في قرية فيتنجي (Vittangi)، قرية في بلدية كيرونا (Kiruna Municipality) في شمال السويد.

## وصف وسائل الإعلام
تم ذكر هذا المرض في بعض المسلسلات التلفزيونية الأمريكية مثل هاوس (House MD)، وغريز أناتومي (Grey's Anatomy) والعديد من الدرامات الكورية مثل الطبيب جون "Doctor John". وبعض الأفلام مثل: "Bereavement"، وكذلك تم ذكر هذه الحالة في بعض الروايات الغامضة والمسرحيات.